# ورد مئوي

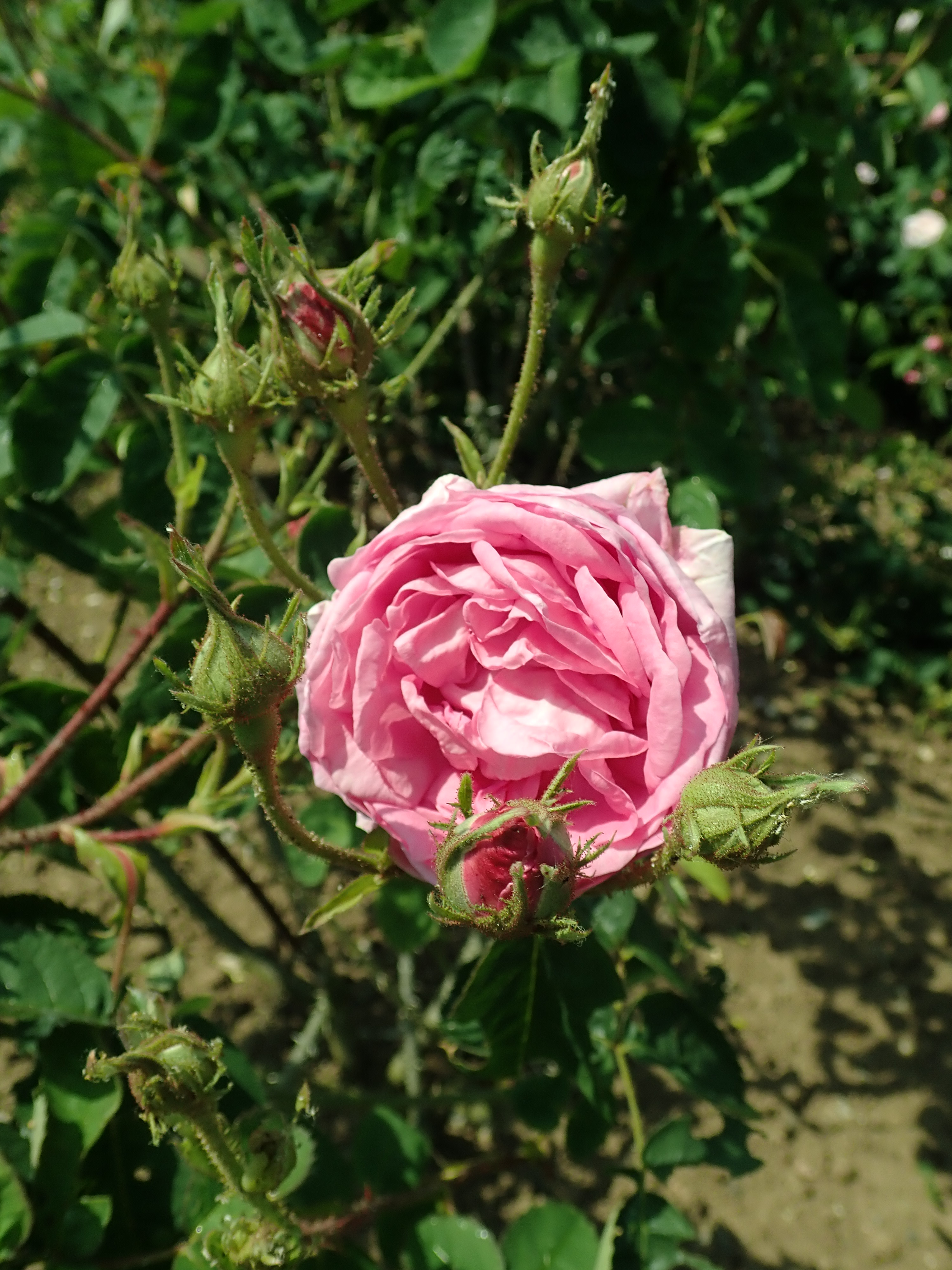
ورد مئوي

الورد المئوي (Rosa × centifolia) هو ورد هجين استحصل عليه الزراع الهولنديين أول مرة في القرن السابع عشر من تهجين عدة أنواع من ضمنها الورد الجوري.
يشير الاسم الورد المئوي إلى سنتيفوليا centifolia، والتي تعني حرفياً مئة ورقة (بتلة). ويعرف أحياتاً في بعض البلدان الأوروبية باسم ورد الجنائن (ورد الحدائق).